# آراگاتس آخویان
آراگاتس آخویان (ارمنی: Արագած Ախոյան; زاده ۲۹ اوت ۱۹۶۲) یک سیاستمدار اهل ارمنستان است که نماینده دوره‌های پنجم و ششم مجلس ملی جمهوری ارمنستان بوده‌است.